# 3-й Кадашёвский переулок
3-й Кадашёвский переу́лок — улица в центре Москвы на Якиманке между Большой Ордынкой и 1-м Кадашёвским переулком.

## История
Ранее назывался Малый Кадашёвский, ещё ранее — Коняевский переулок по фамилии одного из домовладельцев. Вместе с другими Кадашёвскими переулками, Кадашёвским тупиком и набережной назван по местности Кадаши.

## Описание

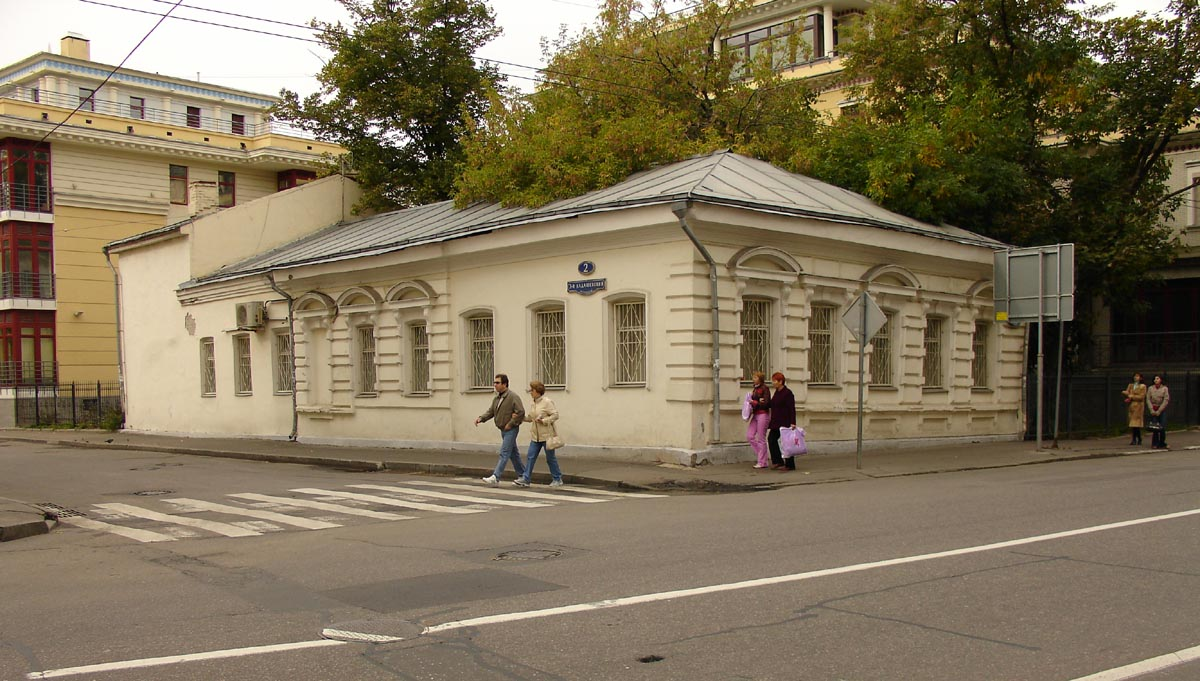
Угол Большой Ордынки и 3-го Кадашёвского (слева).

3-й Кадашёвский переулок начинается от Большой Ордынки, проходит на запад и заканчивается на 1-м.

## Здания и сооружения
По нечётной стороне:
- № 1/18 — До 2015 года размещалось Посольство Бахрейна в России[2]
- № 3, строение 1 (1906 год), строение 7 (между 1757 и 1780 годами, 1930 год) — Усадьба Зубкова — Загрязкина. Существует проект строительства апарт-отеля, заказчик — ООО «Капитал-Строй». 26 октября 2019 года начался снос обоих строений. Усадьба внесена в Красную книгу Архнадзора (электронный каталог объектов недвижимого культурного наследия Москвы, находящихся под угрозой), номинация — снос.[3]
- № 5 — Доходный дом (1908, архитектор А. М. Калмыков)
- № 5, строение 1 — группа компаний «Ростлинк»
- № 5, строение 5 — Институт религии и права;
- № 7/9, строение 1 — бани «Кадашёвские палаты» Ф. П. Кузнецова (1905, архитектор А. Э. Эрихсон, при участии П. Смурова[4])
- № 9 — Комплексный центр социального обслуживания Якиманка;

По чётной стороне: